# ハビーブッラー・ハーン
ハビーブッラー・ハーン（パシュトー語: حبيب الله خان、Habibullah Khan、1872年6月3日 - 1919年2月20日）は、アフガニスタン首長（在位：1901年 - 1919年）。タシュケント生まれ。アブドゥッラフマーン・ハーンの長男。

## 生涯
英国からの支援のもと、中等教育学校であるハビービア・カレッジを1903年にカブールに設立し、国営工場の増設、士官学校の創設、電話線や自動車の導入など各分野での近代化につとめた。
1914年に第一次世界大戦が発生すると中立を宣言し、反英国を唱えた活動家のウバイドゥッラー・シンディーやドイツによる十万丁のライフル銃及び巨額の資金の提供との引き換えの英領インドへの侵攻を求められたが、ドイツの支援や援軍を受けるのが難しいと判断し、中立の立場を貫いた。
実際に何が起こったかは依然として不明であるが、1919年に狩猟のために野営地で就寝中、耳から毒を入れられて暗殺された。彼はジャラーラーバードの近郊に葬られた。